# Athene brama
Mocho-brâmane ou mocho-malhado (Athene brama) é uma espécie de ave estrigiforme pertencente à família Strigidae.